# Moviment Republicà Nacional per la Democràcia i el Desenvolupament
El Moviment Republicà Nacional per la Democràcia i el Desenvolupament (francès Mouvement républicain national pour la démocratie et le développement) va ser el partit polític dirigent de Ruanda de 1975 a 1994 sota el mandat del president Juvénal Habyarimana. Entre 1975 i 1991, quan va ser conegut com a Mouvement Révolutionaire National pour le Développement (MRND), era l'únic partit polític legal al país. Era dominat pels hutus, particularment de la Província Nord, d'on era originari el president Juvenal Habyarimana. El grup d'elit dels membres del partit MRND que influïa sobre el president i la seva esposa, Agathe Habyarimana, així com ser responsables de la planificació del genocidi ruandès, són coneguts com els akazu.

## Història
El partit fou creat per Habyarimana en 1975, > després del seu cop de 1973 que va expulsar al primer president de la independència Grégoire Kayibanda, va establir un estat totalitari sota el seu lideratge, i la prohibició del seu partit Parmehutu, que havia estat dominat per Hutus del sud de Ruanda. El MRND va succeir el Parmehutu en la seva posició de partit hegemònic. Es va aprovar una nova constitució en un referèndum en 1978, fent del país un estat unipartidista en el qual tot ciutadà havia de pertànyer al MRND.
Es van celebrar eleccions presidencials el 1978 amb Habyarimana com a candidat únic. Va ser reelegit amb el 99% dels vots. Les seguiren les eleccions parlamentàries de 1981, amb dos candidats del MRND que van competir per cadascun dels 64 escons. Habyarimana va ser reelegit novament a les eleccions de 1983 i 1988, mentre que les eleccions parlamentàries es van celebrar sota el mateix sistema en 1983 (amb l'Assemblea Nacional ampliada a 70 escons) i 1988.
El nom del partit es va canviar després de la legalització dels partits de l'oposició el 1991. L'ala juvenil del partit, l'interahamwe, es va convertir en un grup de milícies que va tenir un paper clau en el genocidi ruandès. Després de la mort de Habyarimana l'abril de 1994, elements de la línia dura del partit es trobaven entre els principals arquitectes del genocidi; la Coalició per la Defensa de la República (CDR), que hi va tenir un paper significatiu, va ser originalment una facció dura del MRND que es va convertir en un partit independent.
Després que Rwanda va ser conquistada pel Front Patriòtic Ruandès dominat pels tutsi, liderat per Paul Kagame, el MRND i el CDR van ser expulsats del poder i prohibits el juliol de 1994.

## Ideologia
Habyarimana fou descrit com a relativament moderat, encara que es diu que ell (i el seu règim) va utilitzar mètodes de propaganda de l'extrema dreta, discriminant ètnicament contra els tutsis (encara que menys extrem que els seus predecessors), avançant una agenda social conservadora i era anticomunista.

## Estructura
Habyarimana era el president del partit, i com a tal va ser l'únic candidat a la presidència de la república. No obstant això, en una concessió menor a la democràcia, els votants eren presentats amb dos candidats al MRND a les eleccions de l'Assemblea Legislativa. Després de la invasió del FPR el 1990, els membres del MRND van crear la revista Kangura.